# Falemata'aga - Nationalmuseum von Samoa

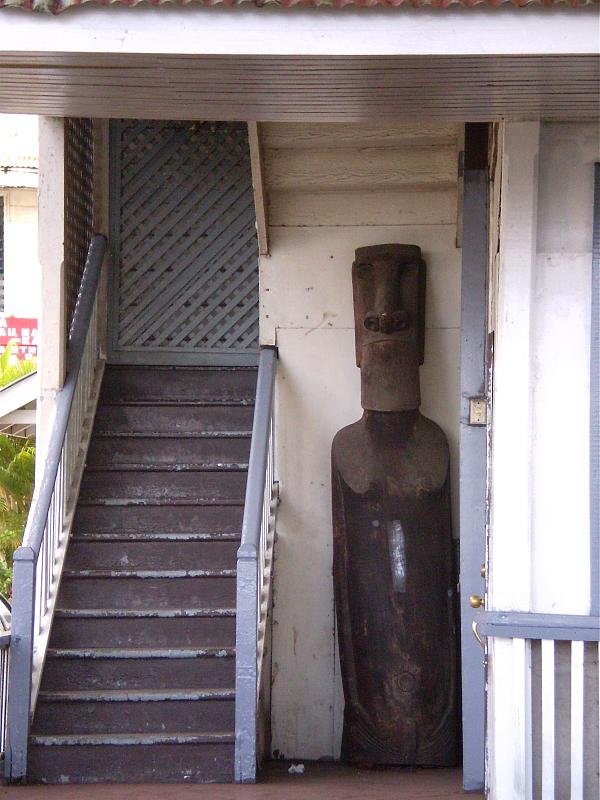

Falemata'aga (deutsch: „Museum“) ist das Nationalmuseum von Samoa. Es ist in Samoas Hauptstadt Apia auf der Insel Upolu in einer ehemaligen Schule untergebracht, die von der deutschen Kolonialverwaltung gebaut wurde.

## Hintergrund
Das Museum befindet sich im ältesten Gebäude der Insel, einer ehemaligen Deutschen Kolonialverwaltungschule. Das Museum wird vom Ministerium für Bildung, Sport und Kultur finanziert und ist das einzige staatlich finanzierte Museum, das sich der samoanischen Kultur widmet. Das Museum war bis 1999 Teil des Ministeriums für Jugend, Sport und Kultur, als die Regierungsabteilungen umstrukturiert wurden. Im Jahr 2015 hatte das Museum drei Angestellte.

## Sammlungen und Ausstellungen
Die Sammlung des Museums besteht aus über dreihundert Objekten, die die vier Arbeitsbereiche des Museums widerspiegeln: Pazifische Inselkulturen; samoanische Vorgeschichte; samoanische Kultur und Geschichte; Umwelt. Zu den Objekten gehören unter anderem zoologische Präparate, Tätowiergeräte und prähistorische Töpferwaren.
Das Museum bewahrt in seiner  Sammlung und seinem Archiv das Erbe der Kolonialzeit in den pazifischen Ländern und belegt zugleich die Faszination der westlichen Eroberer für deren Kulturen.  Das Museum beherbergt auf seinem Gelände  auch temporäre Ausstellungen sowie Wanderausstellungen in entlegeneren Gebieten des Landes. Im Jahr 2013 erfreute sich eine Fotoausstellung über das deutsche Kolonialleben mit dem Titel To Walk Under Palm Trees - The Germans in Samoa großer Beliebtheit.

## Forschungsprojekte
Das Museum ist auch an internationalen Forschungsprojekten beteiligt. Im Jahr 2013 arbeitete es mit dem American Museum of Natural History zusammen, um nachhaltige Bautechniken im Zusammenhang mit der Klimakrise zu erforschen. Im Jahr 2002 begann es eine Zusammenarbeit mit der Universität Uppsala, um die Archäologie und Denkmalpflege des prähistorischen Pulemelei Mound zu untersuchen.